# Pollina
Pollina (sicilià Puòddina) és un municipi italià, dins de la ciutat metropolitana de Palerm. L'any 2007 tenia 3.122 habitants. Limita amb els municipis de Castelbuono, Cefalù i San Mauro Castelverde.

## Administració
| Període | Identitat        | Partit      |
| ------- | ---------------- | ----------- |
| 2005-   | Giuseppe Sarrica | Centredreta |